# 林肯鎮區 (堪薩斯州克勞德縣)
林肯鎮區（英語：Lincoln Township）為位在美國堪薩斯州克勞德縣的鎮區。2010年美国人口普查中該鎮區人口有359人。

## 歷史
林肯鎮區於1873年設立。

## 地理
林肯鎮區涵蓋面積59.52平方（22.98平方英里），此鎮區圍繞著縣治康科迪亞。

### 溪流
通過此鎮區的溪流有：
- 沃爾夫溪（Wolf Creek）

## 人口統計
根據2010年美國人口普查，林肯鎮區人口有359人，人口密度為6.03人/每平方公里。此鎮區居民之種族有96.94%為白人；0%為非裔美洲人；0.28%為美洲原住民；1.39%為亞洲人；0%為太平洋島民；0.28%為其他種族；另外有1.11%為混血種族。而西班牙裔或拉丁裔美洲人佔此鎮區人口的0.56%。

## 外部連結
- US-Counties.com
- City-Data.com （页面存档备份，存于）